# 死之吻
《死之吻》（英語：Killer's Kiss）是一部1955年黑色獨立電影，由斯坦利·库布里克執導，库布里克與霍華·賽克勒編劇。本片是库布里克的第二部長片作品，前一部是1953年的出道作《恐懼與慾望》。本片故事的主人翁是拳擊事業即將落幕的大維（傑米·史密斯飾演），他與鄰居葛蘿麗雅（艾琳·肯恩飾演）譜出戀情，但對方是舞廳女郎，她的老闆文尼·拉波羅（法蘭克·西爾維拉飾演）為了佔有她不惜動用暴力。

## 劇情
本片的故事發生在美國纽约。29歲的沉量级拳擊老將大維·高登與舞廳女郎葛蘿麗雅住在同一間公寓，兩人隔窗相對並偷瞄彼此。一天，兩人在同一時間出門工作，大維去打拳擊賽的決賽，葛蘿麗雅則前往舞廳，由舞廳老闆文尼·拉波羅開車接送。葛蘿麗雅在文尼的辦公室裡與他共賞拳賽的電視轉播，隨後發生性關係。大維輸給了新秀選手，回家後接到叔叔的電話，對方建議他回西雅圖一起經營家族農場。
當晚，大維被隔壁傳來的尖叫驚醒，看見葛蘿麗雅的房間裡文尼正要對她施暴。大維從樓頂前往葛蘿麗雅的房間，文尼已先離開，大維陪著葛蘿麗雅一晚。隔天，兩人共進早餐，葛蘿麗雅提起她的背景，發生在她家的悲劇使她選擇到舞廳工作維生。大維與葛蘿麗雅之間萌生感情，兩人約好要一起遠走高飛至西雅圖生活，但他們仍需要一筆錢。葛蘿麗雅前往舞廳把薪水領完，大維也和經紀人艾伯約在舞廳見面。
在舞廳外，大維被小偷當街偷走圍巾，氣極敗壞地跑去追人，艾伯抵達時因此沒找到大維。舞廳裡，文尼猜到葛蘿麗雅要與別的男人私奔，起初拒絕付錢，但折返了一趟後還是付了。葛蘿麗雅在外頭巧遇艾伯，文尼雇的兩名幫派分子因此誤把艾伯當成大維，在暗巷裡殺了他。大維回來後與領到錢的葛蘿麗雅會合，各自回公寓房間收拾家當。大維收拾好後前往葛蘿麗雅的房間，卻發現空無一物。他透過窗戶回頭看自己的房間，發現有警察正在搜索，警方懷疑他是殺死艾伯的人。
大維跟蹤文尼，並用槍逼對方帶他去找葛蘿麗雅。葛蘿麗雅被綁架到一處秘密地點，由文尼雇用的兩名幫派份子看守。大維試圖替葛蘿麗雅鬆綁時遭到幫派分子反制，只能逃跑，文尼與一名幫派份子緊追在後。大維爬上消防梯，雙方在樓頂展開追逐。大維跑進了一個人体模型工坊，文尼隨之趕到，兩人分持武器展開死鬥，最後大維殺死了文尼。
幾天後，大維在紐約賓夕法尼亞車站等待著前往西雅圖的火車。大維和葛羅麗雅在事後分開接受警方質詢，警方最後認定大維殺死文尼是出於正當防衛, 且艾伯之死也與他無關，於是將他釋放。葛蘿麗雅趕到車站並找到了大維，兩人緊緊相擁。

## 演員
角色的中文譯名主要取自3區DVD的中文字幕。
- 法蘭克·西爾維拉（英语：Frank Silvera）飾演文尼·拉波羅（Vinnie Rapallo）：舞廳「歡樂園」（Pleasureland）的老闆。
- 傑米·史密斯（Jamie Smith）飾演大維·高登（Davey Gordon）：29歲的沉量级拳擊老將，同時也是本片旁白。
- 艾琳·肯恩（英语：Chris Chase）飾演葛蘿麗雅·普萊斯（Gloria Price）：歡樂園的伴舞女郎，與老闆文尼有曖昧關係。
- 傑瑞·賈萊特（Jerry Jarrett）飾演艾伯（Albert）：大維的拳賽經紀人。
- 麥克·戴納（Mike Dana）與費利切·奧蘭迪（英语：Felice Orlandi）飾演幫派份子（Gangster）
- 史基皮·艾德爾曼（英语：Skippy Adelman）飾演人體模型工廠的主人
- 魯絲·索博卡（英语：Ruth Sobotka）飾演艾瑞絲（Iris）

## 備註
1. ↑  葛蘿麗雅生下來不久母親即去世，她怨恨姊姊艾瑞絲得到父親更多的愛。艾瑞絲長大後成為出色的芭蕾舞者，父親死後，艾瑞絲割腕自殺。葛羅麗雅說故事的時候，播放的畫面是艾瑞絲不停地跳著芭蕾。

## 外部連結
- 互联网电影数据库（IMDb）上《死之吻》的资料（英文）
- 爛番茄上《死之吻》的資料（英文）
- AllMovie上《死之吻》的资料（英文）
- TCM电影资料库上《死之吻》的资料（英文）
- 美国电影学会目录上的《死之吻》（英文）